# نویداد
نویداد (به اسپانیایی: Navidad) یک شهرستان‌ در شیلی است که در استان کاردنال کارو واقع شده‌است. نویداد ۳۰۰٫۴ کیلومتر مربع مساحت و ۵٬۳۲۴ نفر جمعیت دارد و ۲۴ متر بالاتر از سطح دریا واقع شده‌است.